# Харитонов, Илья Степанович
Илья́ Степа́нович Харито́нов (1903, Иверовское, Тверская губерния — 28 октября 1950, Лефортовская тюрьма, Москва) — советский государственный и политический деятель, председатель Ленинградского областного исполнительного комитета (1946—1948).

## Биография
Подростком начал работать на заводе «Экономайзер». С 1923 года учился на рабфаке, затем окончил Ленинградский электротехнический институт по специальности «инженер-электрик». Член ВКП(б) с 1926 года. Работал начальником электрохозяйства оборонного завода.
С 1933 года — на политической работе: секретарь, 1-й секретарь Приморского районного комитета ВКП(б) (Ленинград), с 1944 — на партийной должности в Ленинградском городском комитете ВКП(б). Был делегатом XVIII съезда ВКП(б) (1939).
С 23 июля 1946 по декабрь 1948 года — председатель Исполнительного комитета Ленинградского областного Совета. Занимался восстановлением народного хозяйства области, уделяя особое внимание гидроэнергетике, газосланцевой промышленности. В 1947 году был избран депутатом (от Ленинградской области) Верховного Совета РСФСР 2-го созыва.
С декабря 1948 года — слушатель курсов секретарей обкомов и председателей облисполкомов при ЦК ВКП(б).
Арестован 3 ноября 1949 года в рамках т. н. Ленинградского дела. Включён в «сталинский список» от 23 марта 1950. Военной коллегией Верховного суда СССР по обвинению в участии в контрреволюционной подрывной организации 28 октября 1950 года приговорён к высшей мере наказания; расстрелян в тот же день в Лефортовской тюрьме. Похоронен в Москве на Донском кладбище, могила № 3. Реабилитирован 4 мая 1954 года определением Военной коллегии Верховного суда СССР.

## Награды
- орден Трудового Красного Знамени
- орден «Знак Почёта» (17.04.1940) — «за успешную работу и проявленную инициативу по укреплений обороноспособности нашей страны»
- орден Отечественной войны 1-й степени
- медали[4].

## Адреса
- Ленинград, ул. Ленина, д.15, кв.5[3][11].

## Память
Упомянут на Памятной доске репрессированным руководителям Ленинградской области, установленной в фойе Областного выставочного зала «Смольный» (ул. Смольного, д. 3) в знак благодарности за огромный вклад в оборону Ленинграда, освобождение от немецко-фашистских захватчиков и послевоенное восстановление Ленинградской области.
Упомянут на Памятнике руководителям Ленинграда и Ленинградской области на Донском кладбище в Москве.